# Joanne Ritchie
Pour les articles homonymes, voir Ritchie.
Joanne Ritchie née à Kelowna en Colombie-Britannique, est une triathlète professionnelle canadienne, double championne du Canada (1991, 1992) et championne du monde en 1991.

## Palmarès
Le tableau présente les résultats les plus significatifs (podium) obtenus sur le circuit national et international de triathlon depuis 1991,.
| Année | Compétition                               | Pays        | Position | Temps           |
| ----- | ----------------------------------------- | ----------- | -------- | --------------- |
| 1993  | Championnat du monde                      | Royaume-Uni |          | 2 h 8 min 46 s  |
| 1993  | Coupe du monde - Classement Général       |             |          |                 |
| 1993  | Coupe du monde - l'étape de Maui          | États-Unis  |          | 2 h 15 min 26 s |
| 1993  | Coupe du monde - l'étape de Whistler      | Canada      |          | 1 h 59 min 22 s |
| 1993  | Coupe du monde - l'étape de Orange County | États-Unis  |          | 1 h 59 min 23 s |
| 1992  | Championnat du monde                      | Canada      |          | 2 h 3 min 21 s  |
| 1992  | Coupe du monde - Classement Général       |             |          |                 |
| 1992  | Coupe du monde - l'étape de Monte-Carlo   | Monaco      |          | 2 h 21 min 0 s  |
| 1992  | Coupe du monde - l'étape de Portaferry    | Irlande     |          | Timing          |
| 1992  | Coupe du monde - l'étape de Sater         | Suède       |          | 2 h 13 min 20 s |
| 1992  | Championnat du Canada                     | Canada      |          | 2 h 5 min 48 s  |
| 1991  | Championnat du monde                      | Australie   |          | 2 h 2 min 4 s   |
| 1991  | Championnat du Canada                     | Canada      |          | Timing          |